# Fritillaria davidii
Fritillaria davidii är en liljeväxtart som beskrevs av Adrien René Franchet. Fritillaria davidii ingår i Klockliljesläktet och i familjen liljeväxter. Inga underarter finns listade.